# Женевское заявление по Украине
Женевское заявление — заявление по мерам, направленным на урегулирование («деэскалацию») ситуации на Украине, подписанное 17 апреля 2014 года в Женеве после семичасовых переговоров представителями США, России, ЕС и Украины. Заявление предусматривало:
- разоружение незаконных вооружённых формирований, освобождение захваченных административных зданий, улиц, площадей и других общественных мест;
- амнистию участникам протестов и тем, кто освободит здания и другие общественные места и добровольно сложит оружие, за исключением тех, кто будет признан виновным в совершении тяжких преступлений;
- деятельность Специальной мониторинговой миссии ОБСЕ для содействия немедленной реализации мер, направленных на деэскалацию ситуации, с участием наблюдателей от США, ЕС и России;
- осуществление всеобъемлющего, прозрачного и ответственного конституционного процесса с немедленным началом широкого национального диалога, который будет учитывать интересы всех регионов и политических сил Украины.

В заявлении подчёркивалось, что «все стороны должны воздержаться от любых насильственных действий, запугивания и провокаций. Участники встречи решительно осудили и отвергли любые проявления экстремизма, расизма и религиозной нетерпимости, включая антисемитизм».
Участники переговоров:
- глава МИД России Сергей Лавров,
- госсекретарь США Джон Керри,
- глава европейской дипломатии Кэтрин Эштон,
- и. о. главы МИД Украины Андрей Дещица.

Заявление, однако, получило диаметрально противоположные толкования на Украине и в России. Так, и. о. главы МИД Украины Андрей Дещица заявил, что этот документ не относится к активистам Евромайдана («Если вы внимательно почитаете эти договорённости, то речь идет об освобождении улиц, дорог и площадей, которые нелегально заняты протестующими. Насколько мне известно, активисты на Майдане находятся легально»), тогда как в МИДе России отметили, что требование разоружения касается прежде всего бойцов «Правого сектора» и других группировок, принимавших участие в «февральском перевороте» в столице Украины.
На мятежном Донбассе представители Донецкой Народной Республики увидели в заявлении сигнал Киеву, чтобы тот прекратил антитеррористическую операцию и освободил арестованных активистов. Западные лидеры, однако, дали понять, что выполнять договорённости должна лишь российская сторона, поскольку, по их мнению, именно «рука Москвы» руководит волнениями на Востоке Украины. И в Лондоне, и в Вашингтоне дали понять, что пункт о разоружении незаконных формирований и освобождении административных зданий относится только к пророссийским активистам на Востоке. Президент США Барак Обама заявил по поводу женевских соглашений, что если США и их европейские союзники не увидят «улучшения фактической ситуации на местах», против России будут введены дополнительные санкции.
Некоторые эксперты полагали, что женевские договорённости позволяют Москве выиграть время. Оппозиционный российский политик Андрей Илларионов пришёл к выводу, что эти договорённости соответствуют планам президента Путина по «захвату Украины», о которых ему якобы известно. Также эксперты обратили внимание, что тема российской аннексией Крыма не поднималась, и говорили о женевских соглашениях как дипломатической победе России.
18 апреля и. о. президента Александр Турчинов и руководитель правительства Арсений Яценюк, исходя из женевского заявления, опубликовали на сайте Верховной рады совместное заявление об урегулировании ситуации в восточных регионах: «Руководство государства при поддержке большинства в Верховной раде Украины приложит все усилия к безотлагательному рассмотрению соответствующих изменений в Конституции Украины и проведению на Украине реформы местного самоуправления и организации власти в регионах». Эта реформа будет предусматривать право местных властей на придание русскому и другим языкам статуса официальных наравне с украинским, замену областных и районных государственных администраций избираемыми на прямых выборах советами и исполнительными комитетами.
В то же время и. о. министра иностранных дел Украины Андрей Дещица заявлял, что «операция на Востоке страны будет продолжаться до полного разоружения митингующих и освобождения ими административных зданий». Дещица подчеркнул, что украинские власти готовы провести амнистию, но только после полного разоружения участников акций: «Сначала освобождение зданий, сдача оружия, потом амнистия. В такой последовательности».
Мир в Донбассе, однако, так и не наступил. 22 апреля на сайте Верховной рады было опубликовано заявление и. о. президента Украины Александра Турчинова с требованием к силовым структурам возобновить проведение «результативных антитеррористических мероприятий для защиты от террористов украинских граждан, проживающих на востоке Украины». Поводом для возобновления АТО послужили жестокие убийства депутата Горловского горсовета от партии «Батькивщина» В. Рыбака и студента — активиста Евромайдана, в совершении которых СБУ обвинила повстанцев. Турчинов назвал произошедшее «демонстративным надругательством над Женевскими соглашениями» — преступлениями, которые «совершаются при полной поддержке и попустительстве Российской Федерации».
23 апреля «Правый сектор» уведомил ОБСЕ, что, в связи с преобразованием в политическую партию, он не может считаться субъектом Женевских соглашений. На встрече мониторинговой миссии ОБСЕ во Львове с городским координатором «Правого сектора» тот заявил, что вся деятельность «Правого сектора» направлена на поддержание усилий по укреплению обороноспособности страны (включая регистрацию добровольцев и их общефизическую подготовку без оружия) и что «Правый сектор» координирует свои действия с СНБО Украины и её вооружёнными силами. Руководство львовского «Правого сектора» также заверило представителей ОБСЕ, что боевое крыло организации уже не существует, а сама она преобразовалась в политическую партию, а поэтому не считает себя одним из «вооружённых формирований», о которых идёт речь в Женевских соглашениях.
2 мая 2014 года пресс-секретарь президента России Дмитрий Песков заявил о срыве Киевом женевских соглашений в связи с началом военной операции в Славянске. Позднее министр иностранных дел Германии Франк-Вальтер Штайнмайер призвал возобновить прямые переговоры между Россией и Украиной для урегулирования конфликта, признав необходимость проведения второго раунда Женевских переговоров после того, как первый раунд не принес позитивных результатов.
В дальнейшем поиск решения конфликта дипломатическими методами продолжился в формате нормандской четвёрки высокопоставленных представителей Германии, Франции, Украины и России, а также Трёхсторонней контактной группы по Украине, результатом которых, в частности, стало Минское соглашение от 5 сентября 2014 года и недолгое относительное перемирие.